# Aigra Velha
Aigra Velha ist ein portugiesisches Dorf in der Gemeinde (Freguesia) und im Kreis (Concelho) von Góis.
Es ist eines der traditionellen Schiefer-Dörfer der Region und gehört zur überregional beworbenen Route der Aldeias do Xisto. Wanderwege verbinden sie.
Im Ort leben noch alte Kleinbauern, die im Ort traditionelle Produkte wie Kastanienhonig und Ziegenkäse herstellen und zum Kauf anbieten.